# Hennuyères
Hennuyères (wa. Innuyere) – dzielnica (section) miasta Braine-le-Comte w Belgii, w Regionie Walońskim, w prowincji Hainaut, w okręgu Soignies. 1 stycznia 2020 roku liczyła 3457 mieszkańców. Do 31 grudnia 1976 samodzielna gmina. 

## Demografia
Liczba mieszkańców, stan na 1 stycznia:
| Rok                | 1930 | 1947 | 1961 | 2020 |
| ------------------ | ---- | ---- | ---- | ---- |
| Liczba mieszkańców | 2187 | 2109 | 1895 | 3457 |